# Alexander Morris

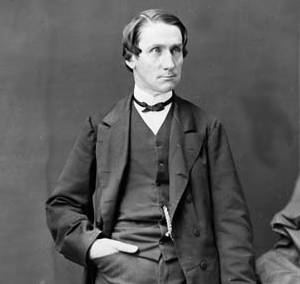
Alexander Morris

Alexander Morris, PC (* 17. März 1826 in Perth, Oberkanada; † 28. Oktober 1889 in Toronto, Ontario) war ein kanadischer Politiker und Richter. Er diente im Kabinett von Premierminister John Macdonald (1869–1872) und war der zweite Vizegouverneur der Provinz Manitoba (1872–1877). Zudem war er der erste Vizegouverneur des Keewatin-Distrikts innerhalb der Nordwest-Territorien.
Am 27. Mai 1971 ehrte die kanadische Regierung Morris dadurch, dass sie ihn zu einer „Person von nationaler historischer Bedeutung“ erklärte.

## Biografie
Der Sohn von William Morris, einem prominenten konservativen Politiker in der Provinz Kanada, absolvierte das Madras College in der schottischen Stadt St Andrews und studierte an der University of Glasgow. Nach Kanada zurückgekehrt, arbeitete er zunächst in einer Kanzlei in Montreal. 1847 zog er nach Kingston, um zusammen mit Oliver Mowat in der Kanzlei von John Macdonald zu arbeiten. Seine Ausbildung schloss er an der McGill University ab, 1851 erhielt er die Zulassung als Rechtsanwalt.
Morris war auch als politischer Autor tätig. 1855 veröffentlichte er Canada and its Resources, drei Jahre später folgte Nova Britannia: or, British North America, its extent and future. Im ersten Buch forderte er die Entwicklung einer nationalen Industrie, im zweiten sah er einen Bundesstaat in Britisch-Nordamerika und den Bau einer transkontinentalen Eisenbahn voraus. 1880 schrieb er auch The Treaties of Canada with the Indians of Manitoba and the North-West Territories including the Negotiations on which they were based, das allgemein als Hauptquelle der Interpretation der Numbered Treaties durch die Regierung gilt. Darüber hinaus engagierte er sich in der presbyterianischen Gemeinschaft.
Morris trat 1861 mit Erfolg zur Wahl zum Unterhaus der Provinz Kanada an. Er setzte sich für die kanadische Konföderation ein und brachte ein Gesetz durch, welches öffentliche Hinrichtungen verbot. Bei der ersten kanadischen Unterhauswahl im September 1867 holte er für die Konservative Partei den Sitz im Wahlbezirk Lanark South, mangels Gegenkandidaten per Akklamation. Premierminister John Macdonald berief ihn im November 1869 ins Bundeskabinett und ernannte ihn zum Minister für Inlandsteuern. Aus gesundheitlichen Gründen trat er im Juli 1872 zurück und verzichtete auf eine Wiederwahl.
Stattdessen wurde Morris im Oktober 1872 zum Vorsitzenden des Obersten Gerichtshofes der Provinz Manitoba ernannt. Bereits am 2. Dezember 1872 erfolgte die Ernennung zum Vizegouverneur von Manitoba und der Nordwest-Territorien. In den letzteren, wo er bis zum 7. Oktober 1876 verantwortlich war, setzte er sich für die Bildung einer Polizeitruppe ein (die spätere Royal Canadian Mounted Police) und handelte vier Verträge mit First Nations aus. In den Jahren 1876 und 1877 war er der erste Vizegouverneur des Keewatin-Distrikts. Die Regierung Manitobas war noch immer in einer Entwicklungsphase und Morris setzte bis 1874 Archibalds Praxis fort, de facto die Rolle eines Regierungschefs auszuüben. 1877 half er bei der Gründung der University of Manitoba.
Morris blieb bis zum 8. Oktober 1877 Vizegouverneur von Manitoba, wobei er gegen Ende eine eher repräsentative Rolle eingenommen hatte. Er strebte danach, wieder ins Unterhaus gewählt zu werden, unterlag jedoch bei der Unterhauswahl 1878 im Wahlbezirk Selkirk seinem Gegenkandidaten Donald Smith um neun Stimmen. Morris kehrte nach Ontario zurück und wurde im Dezember 1878 zum Abgeordneten des Wahlbezirks Toronto East in der Legislativversammlung von Ontario gewählt. Im Provinzparlament blieb er bis 1886 Oppositionsführer.

## Werke
- Canada and its Resources, 1855
- Nova Britannia: or, British North America, its extent and future, 1858
- The Treaties of Canada with the Indians of Manitoba and the North-West Territories including the Negotiations on which they were based, Belfords, Clarke & Co., Toronto 1880; Neudruck 1991: Fifth House Publishers, Saskatoon, Saskatchewan. ISBN 0-920079-83-0.